# Маскат

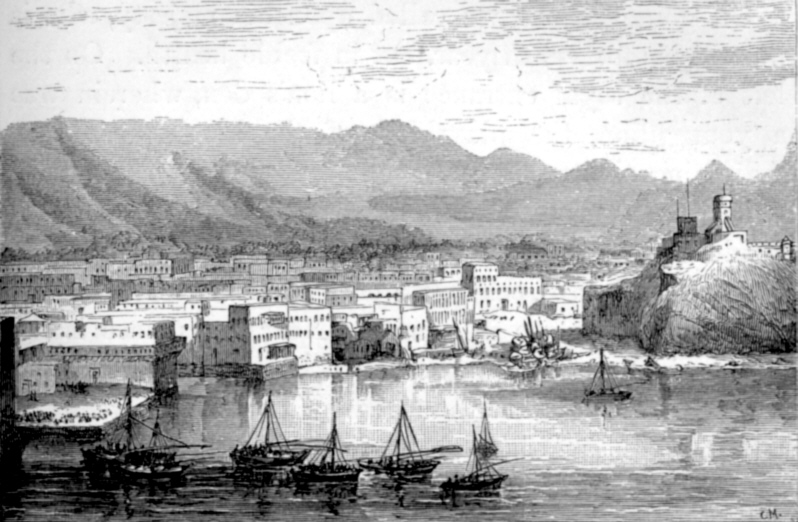
Маскат у 1876 р.

Маска́т (араб. مسقط) — столиця і найбільше місто Султанату Оман. Головне місто мінтаки (губернаторства) Маскат. Резиденція уряду.
Порт на узбережжі Оманської затоки.
На 2010 рік населення становило 734 000 осіб. За даними Національного центру статистики та інформації (NCSI), загальна чисельність населення губернаторства Маскат станом на вересень 2015 року досягла 1,56 млн. Столична область охоплює близько 3500 км² (1400 квадратних миль) і складається з шістьох провінцій-вілайєтів. В давнину Маскат був незначним пунктом на «ладановому шляху», яким ладан доставлявся в Римську імперію.

## Історія
Відомий з початку І століття як важливий торговельний порт між заходом і сходом, Старий Маскат (історична частина сучасного міста) управлявся різними корінними племенами, а також іноземними державами — Перською, Португальською та Османською імперіями — в різних частинах і в різний час. Стратегічного значення набув після захоплення португальцями в XVI сторіччі.
Кораблі 8-ї португальської Індійської Армади на чолі з Афонсу де Албукеркі підійшли до Маската в 1507 році. При підході кораблів до гавані, вони були обстріляні з берегових батарей, тож Албукерке наказав захопити і пограбувати Маскат. Внаслідок португальського штурму більша частина міста згоріла дотла. Португальці утримували Маскат більше століття, незважаючи на постійні загрози зі сторони Персії та обстріл міста турками-османами в 1546 р під час експедиції в Індійський океан турецького флоту. Пізніше османам двічі вдавалось ненадовго захопити Маскат у португальців: у 1552 та 1581–88 роках.
Обрання Насіра бін Муршида Аль-Ярубі імамом Омана в 1624 р. знову змінило співвідношення сил в регіоні — від персів та португальців влада перейшла до місцевих омані. Найважливішими фортецями, які збудували в Маскаті португальці були Аль-Джалалі та Аль-Мірані. 16 серпня 1648 р. імам відправив армію до Маскату, який захопив і зруйнував високі вежі португальських фортів, послабивши їх владу над містом. В 1650 році невеликий, але рішучий корпус військ імама напав на порт вночі, змусивши португальців остаточно капітулювати 23 січня 1650 року.
Шейх Оману зробив Маскат своєю столицею. Володіння правителів Омана простягалися далеко на південь, аж до Мозамбіку; джерелом багатства була работоргівля. Як важливе місто в Оманській затоці Маскат приваблює іноземних торговців і поселенців, таких як перси і белуджі. У 1803 р. місцевий султан відбив напад вахабітів. У середині XIX ст. работоргівля була оголошена поза законом, місто прийшло до занепаду, а султан переніс свою столицю на Занзібар.

## Економіка
Територія Маскату з передмістями, яка тут зветься «Район столиці», займає площу близько 1500 км².
З приходом до влади Султана Кабуса бін Саїда починається модернізація країни. З 1970 року в Маскаті відбувається стрімкий розвиток інфраструктури і урбанізація, і, як це зазвичай відбувається в інших містах світу, сусідні містечка поступово вливаються в мегаполіс. Зростає економіка (домінують торгівля, видобування та продаж нафти), формується багатонаціональне суспільство.
Основні центри можна розділити на три групи:
- Центральний Маскат: Аль-Хувейр, Медінат Султан Кабус, Шати-аль-Курм, Курм і Рас-аль-Хамра
- Східний Маскат: Вуттайя, Руві, Матрах, Кальбух, Старий Маскат, Сидаб і Аль-Бустан
- Західний Маскат: Аль-Сіб, Удхайаба, Баушер, Аль-Губра і Гала, Аль-Муж (колишній Вейв)

## Клімат
Клімат аридний (BWh за класифікацією кліматів Кеппена). Щорічна кількість опадів у Маскаті становить близько 100 мм, дощі переважно йдуть з грудня по квітень. Однак в останні роки спостерігаються відхилення від цього правила, тропічні циклони Гону в червні 2007 року і Фет у червні 2010 року обрушилися на місто ураганними вітрами і зливами (кількість опадів перевищувала 100 мм за день).
| Клімат Маскату          | Клімат Маскату | Клімат Маскату | Клімат Маскату | Клімат Маскату | Клімат Маскату | Клімат Маскату | Клімат Маскату | Клімат Маскату | Клімат Маскату | Клімат Маскату | Клімат Маскату | Клімат Маскату | Клімат Маскату |
| Показник                | Січ.           | Лют.           | Бер.           | Квіт.          | Трав.          | Черв.          | Лип.           | Серп.          | Вер.           | Жовт.          | Лист.          | Груд.          | Рік            |
| Абсолютний максимум, °C | 34,6           | 38,2           | 41,5           | 44,9           | 48,3           | 48,5           | 49,1           | 49,2           | 47,2           | 43,6           | 39,4           | 37,8           | 49,2           |
| Середній максимум, °C   | 25,5           | 26,1           | 29,8           | 34,7           | 39,5           | 40,4           | 38,6           | 36,2           | 36,3           | 35,0           | 30,5           | 27,1           | 33,31          |
| Середня температура, °C | 21,3           | 21,9           | 25,2           | 29,8           | 34,2           | 35,2           | 34,3           | 32,0           | 31,4           | 29,7           | 25,7           | 22,6           | 28,61          |
| Середній мінімум, °C    | 17,3           | 17,6           | 20,7           | 24,7           | 29,1           | 30,6           | 30,4           | 28,4           | 27,5           | 24,9           | 20,9           | 18,9           | 24,25          |
| Абсолютний мінімум, °C  | 1,6            | 2,3            | 7,0            | 10,3           | 17,2           | 21,6           | 23,5           | 21,3           | 19,0           | 14,3           | 9,4            | 4,5            | 1,6            |
| Норма опадів, мм        | 12.8           | 24.5           | 15.9           | 17.1           | 7.0            | 0.9            | 0.2            | 0.8            | 0.0            | 1.0            | 6.8            | 13.3           | 100.3          |
| Вологість повітря, %    | 63             | 64             | 58             | 45             | 42             | 49             | 60             | 67             | 63             | 55             | 60             | 65             | 57.6           |
| ----------------------- | -------------- | -------------- | -------------- | -------------- | -------------- | -------------- | -------------- | -------------- | -------------- | -------------- | -------------- | -------------- | -------------- |
| Джерело: NOAA           |                |                |                |                |                |                |                |                |                |                |                |                |                |

## Туристичні пам'ятки
Туристичні визначні пам'ятки Старого Маската (історичної частини Маската) включають:
- Палац Аль-Алам
- Вулиця Аль-Саїдія
- Музей Бейт Аль-Зубайр
- Форт Аль Джалалі
- Форт Аль-Мірані
- Музей Маскатських воріт
- Національний музей
- Оманський французький музей

## Галерея

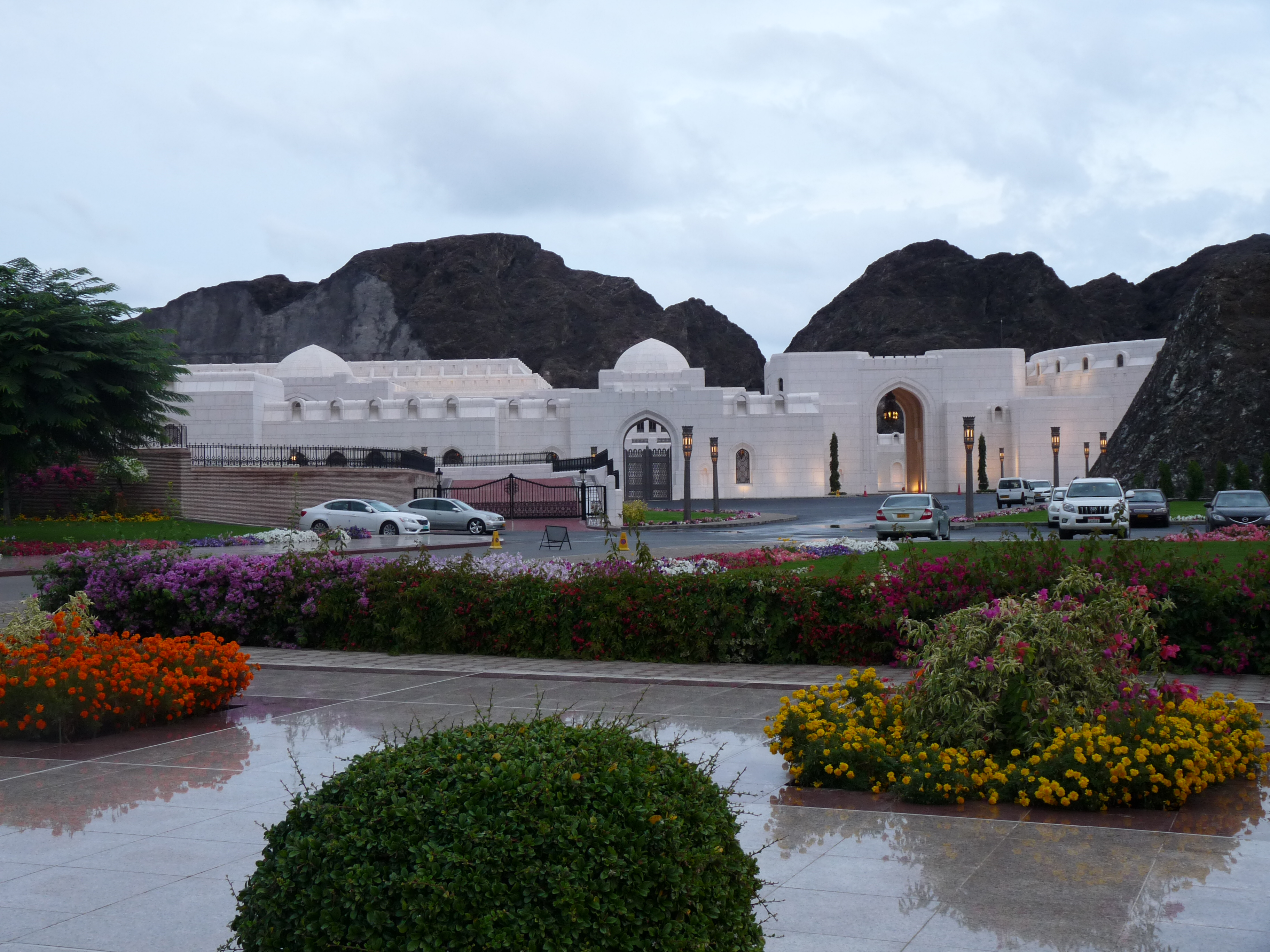
Палац султана
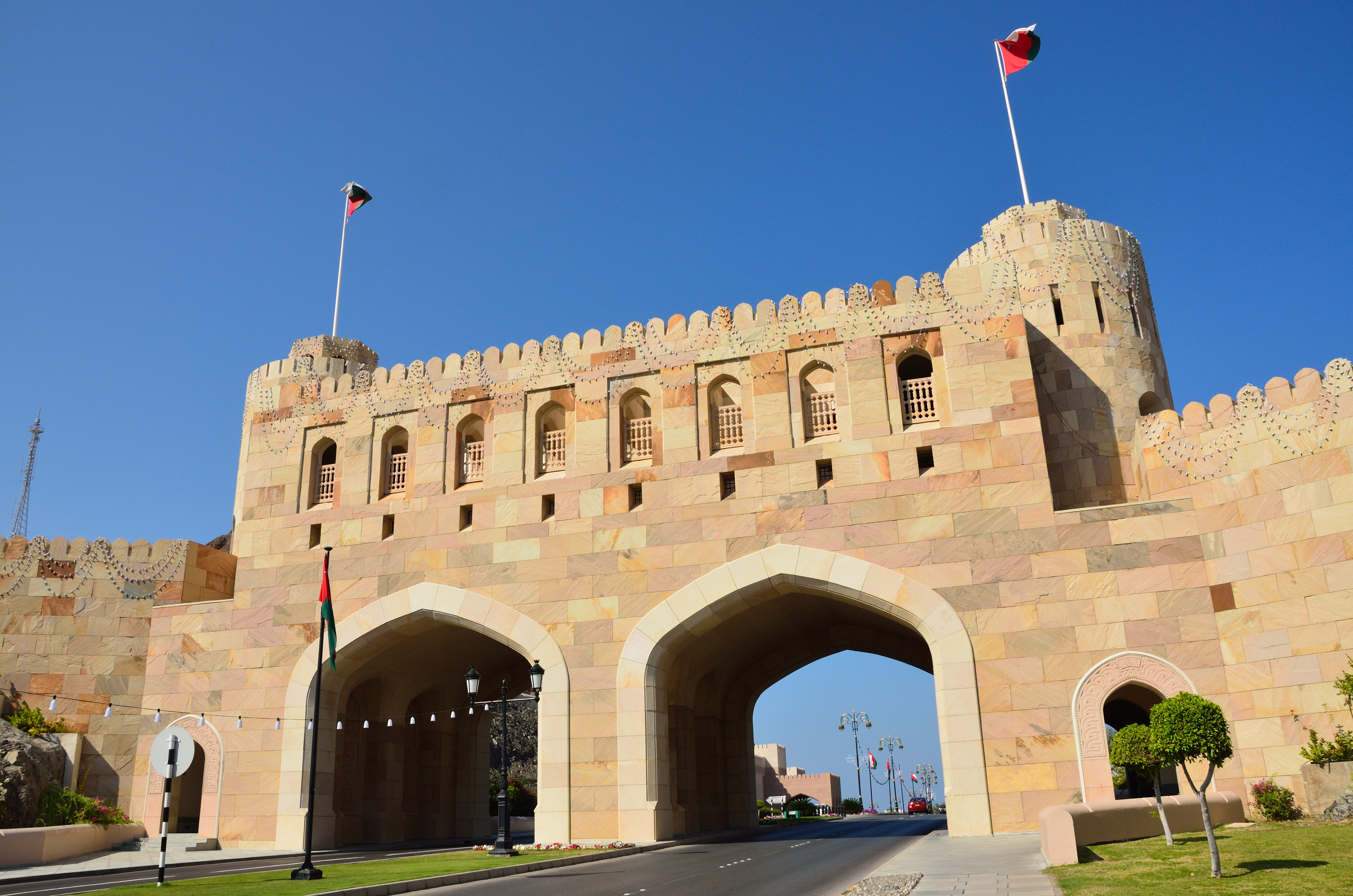
Брама міста
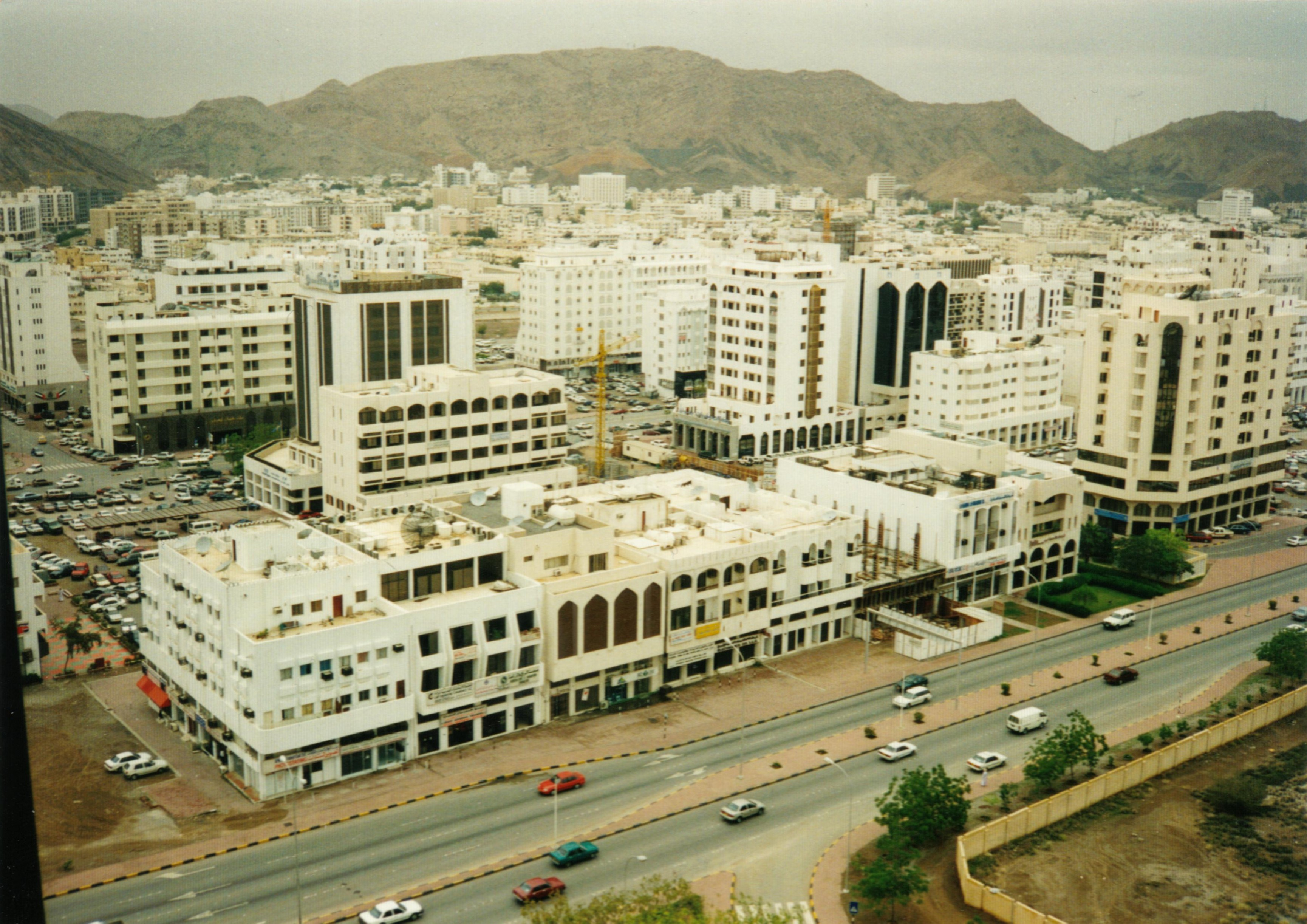
Руві, головний діловий район міста
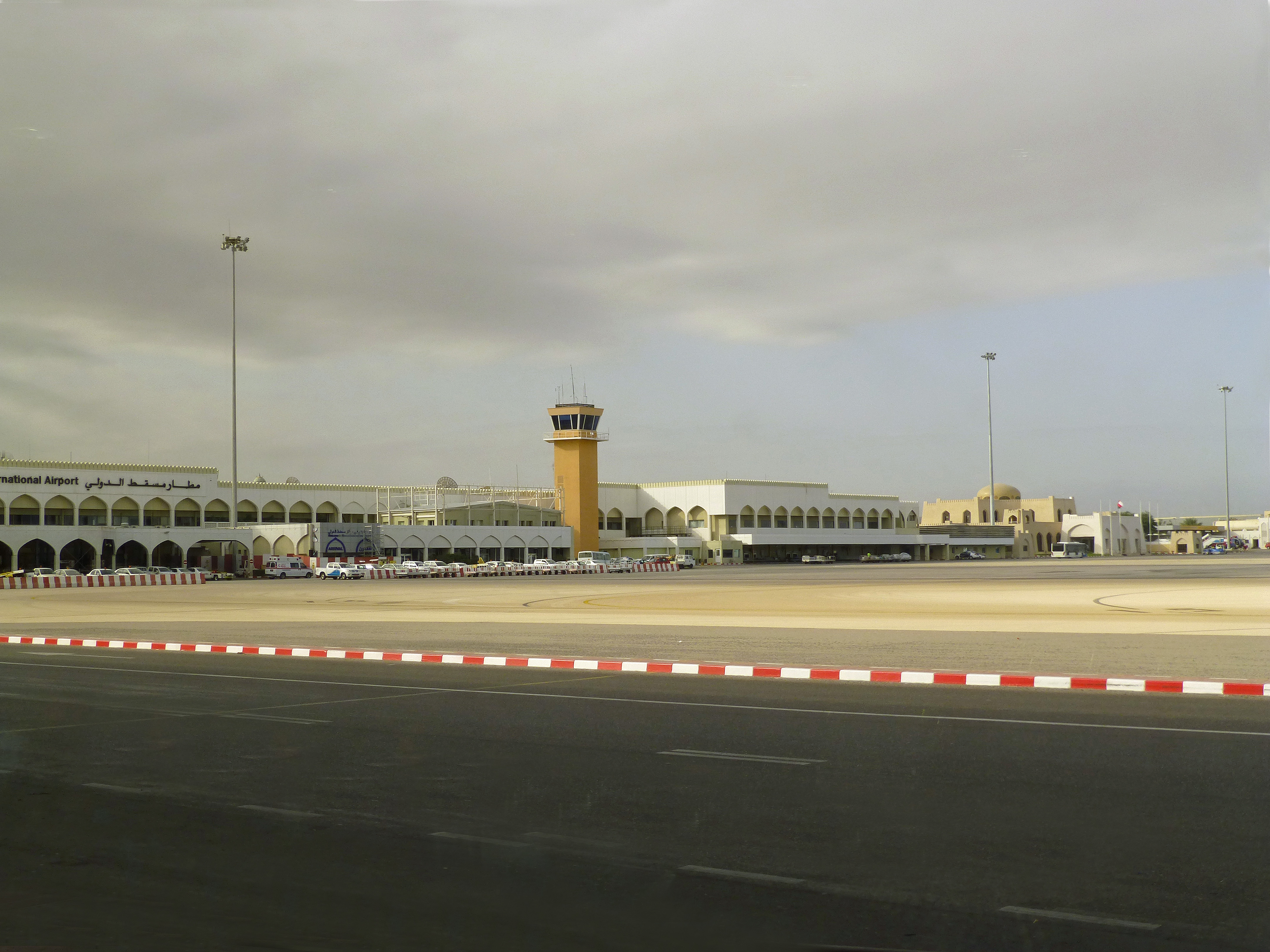
Міжнародний аеропорт Маскат
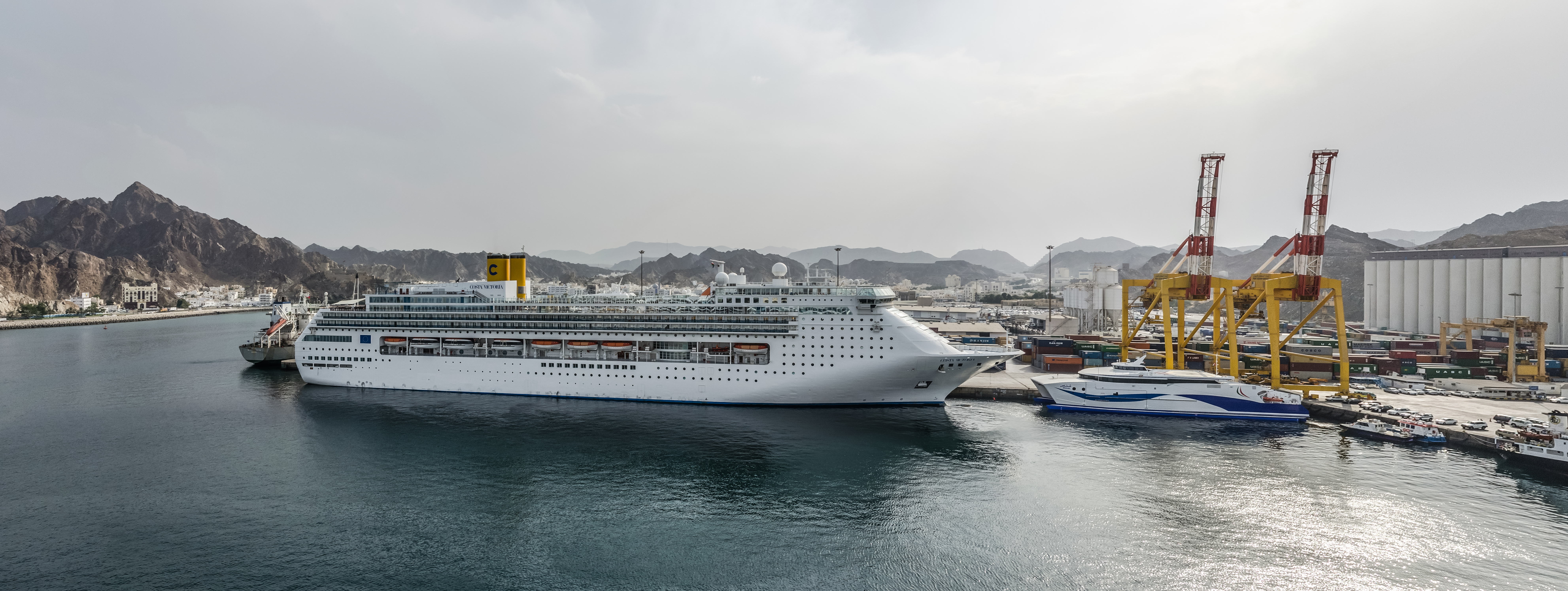
Порт Султан Кабус